# Delhy Tejero
Pour les articles homonymes, voir Tejero.
Delhy Tejero, née en 1904 à Toro (Zamora) et morte à Madrid en 1968, est une peintre et dessinatrice espagnole liée au célèbre mouvement des Las Sinsombrero.

## Biographie
Née Adela Tejero Bedate, elle reçoit une instruction liée à la pédagogie de la célèbre Institution libre d'enseignement.
En 1925, son père l'envoie à Madrid au lycée Saint-Louis-des-Français (San Luis de los Franceses) pour qu'elle apprenne la langue française, mais son ambition est de faire carrière dans les arts. Elle entre à l'Académie Royale des Beaux-Arts Saint-Ferdinand en 1926 et se rapproche des artistes Maruja Mallo, Remedios Varo et Piti Bartolozzi, des femmes modernes comme elle. Elle adhère au mouvement féministe des Las Sinsombrero.
Elle commence sa carrière professionnelle comme dessinatrice dans les revues Estampa, Blanc et Noir, Nuevo Mundo et La Esfera, ainsi que dans les quotidiens ABC et Ya.
Son indépendance économique lui permet de vivre à la Residencia de Señoritas de Madrid, dirigée par la fille de Juana Whitney, la pédagogue María de Maeztu. 
En octobre 1929, elle devient professeure à l'Académie Saint-Ferdinand. Elle choisit de changer son prénom, Adela, par celui de Delhy, diminutif de Adelita inspiré par la capitale de l'Inde. 
En 1931, elle se rend à Paris et en Belgique pour étudier les techniques de peinture murale, puis revient à Madrid en tant qu'enseignante des arts tout en poursuivant la peinture.

### Guerre d'Espagne
Lorsqu'éclate la guerre d'Espagne en 1936, elle est au Maroc, en vacances. Lorsqu'elle revient, elle est dans l'impossibilité de rejoindre Madrid et retourne dans sa ville natale de Toro où elle enseigne le dessin.
En 1938, elle parvient à rejoindre Paris. Elle se rapproche alors du surréalisme, auprès d'Óscar Domínguez et d'André Breton. Elle s'inscrit également en peinture et en théosophie à la Sorbonne. Elle participe en 1939 à l'exposition Le rêve dans l'art et la littérature, de l'Antiquité au Surréalisme aux côtés de Joan Miró,  d'Óscar Domínguez, de son amie Remedios Varo, de Man Ray et de Marc Chagall, entre autres.

### Dictature franquiste
Elle revient en Espagne en août 1939, mais ne peut plus enseigner du fait de l'épuration dans l'enseignement. Elle se consacre alors à la peinture, jusqu'à son décès d'une angine de poitrine à Madrid en 1968. 

## Postérité
- Ses œuvres sont notamment conservées, à Madrid, au Musée national centre d'art Reina Sofía[12] ainsi qu'au Museo ABC[13].
- Dans l'ombre du fait de la dictature franquiste, son parcours est particulièrement remis en lumière par la cinéaste Tània Balló Colell et son travail sur la récupération historique des femmes du courant des las Sinsombrero[14].